# Albert Smijers
Albert Smijers (Albertus Antonius Smijers; * 19. Juli 1888 in Raamsdonksveer; † 15. Mai 1957 in Huis ter Heide) war ein niederländischer römisch-katholischer Priester und Musikwissenschaftler.
Smijers studierte Theologie und Philosophie und wurde 1912 zum Priester geweiht. Nach einer Ausbildung bei dem Dirigenten Anton Averkamp in Amsterdam ging er für ein Musikstudium nach Wien. 1917 promovierte er bei Guido Adler mit einer Dissertation über Carl Luython als Motettenkomponist.
Er wurde nach seiner Rückkehr nach Holland Professor am Beekvliet Seminar in St. Michielsgestel, wo er bis 1929 unterrichtete, und Leiter der  Kirchenmusikabteilung am Konservatorium in Tilburg. 1919 erhielt er von der Voreenigung voor Nederlandsche Muziekgeschiednis deren Vorstandsmitglied und (ab 1934) Vorsitzender er 40 Jahre lang war, den Auftrag, die gesammelten Werke von Josquin des Prez herauszugeben. Im Nachgang dieser Arbeit entstand ab 1939 noch die Nederlandsche Muziekgeschiednis in Voorbeelden (Van Ockeghem tot Sweelink). Ebenfalls im Auftrag der Gesellschaft gab er u. a. die Missa modulum Benedicta von Philipp de Monte (1920), Vondel's Kuisbergh von Cornelius Pabrué (1931) und die Vijfstimmige Madrigalen von Cornelis Schuyt (1937–38) heraus. In seinen letzten Lebensjahren entstand eine Ausgabe der Werke Jakob Obrechts.
1928 wurde Smijers als erster Professor an den neu geschaffenen Lehrstuhl für Musiktheorie und -geschichte der Universität Utrecht berufen. Daneben unterrichtete er von 1929 bis 1933 Musikgeschichte am Konservatorium von Amsterdam. Nach dem Anschluss eines Instituts für Musikwissenschaft an den Lehrstuhl der Universität Utrecht wurde die Musikwissenschaft ab 1930 zu einem vollwertigen Gebiet des Hochschulstudiums in den Niederlanden. Zu seinen Schülern zählen u. a. Coenraad Lodewijk Walther Boer,  Cornelius Willem Hendricius Lindenburg, Max van Crevel, Johannes du Saar, Myroslaw Antonowycz, Eduard Reeser, Hélène Nolthenius, Arend Koole, Maarten Albert Vente und John Daniskas.
Seit 1950 war er Mitglied der Königlich Niederländischen Akademie der Wissenschaften.